# Basilika de la Caridad (Sanlúcar de Barrameda)

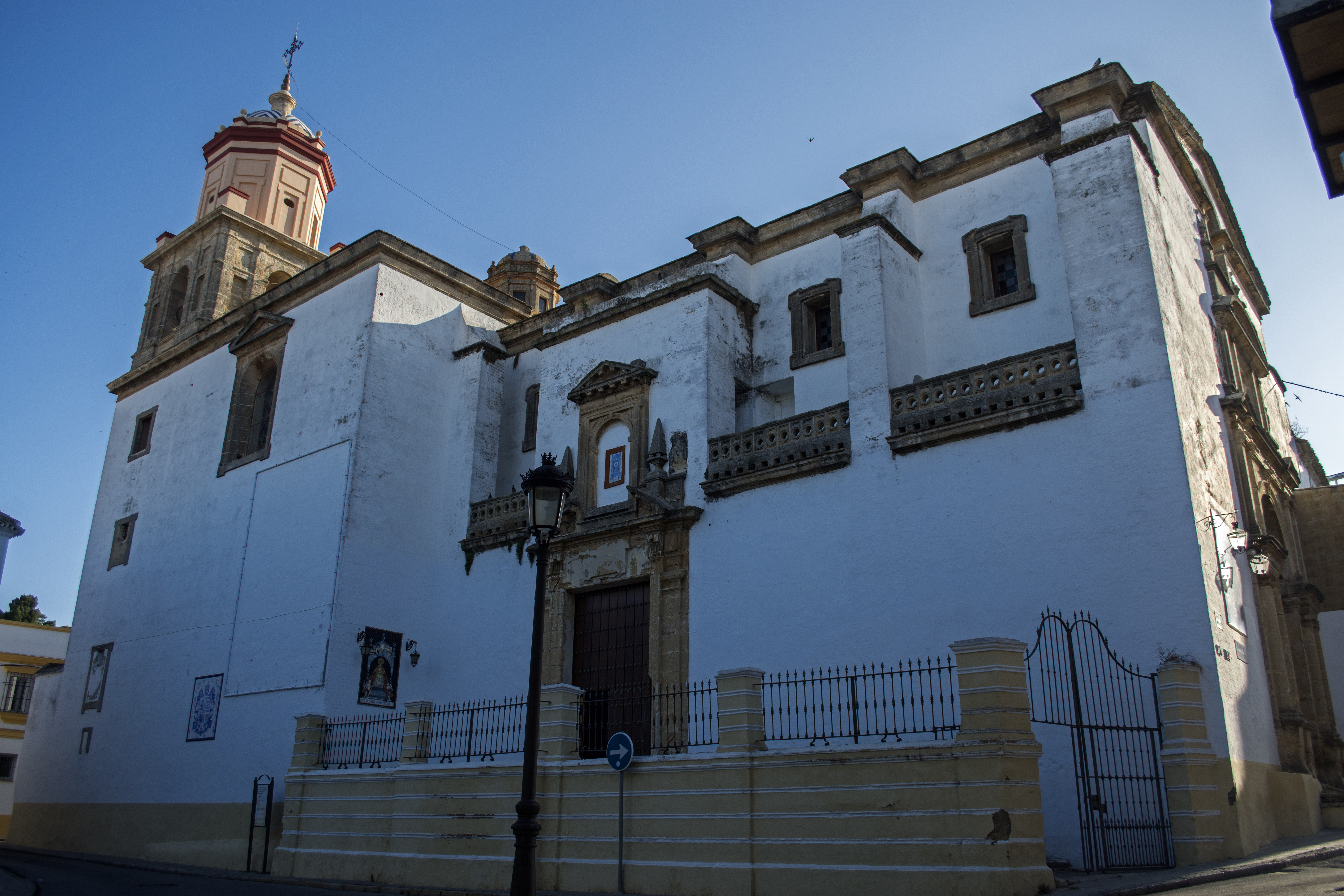
Basilika Nuestra Señora de la Caridad

Die Basilika Nuestra Señora de la Caridad (deutsch Basilika Unserer Lieben Frau der Nächstenliebe) ist eine römisch-katholische Kirche in Sanlúcar de Barrameda in Andalusien, Spanien. Die Pfarrkirche des Bistums Jerez de la Frontera hat den Rang einer Basilica minor. Die Saalkirche wurde Anfang des 17. Jahrhunderts im Stil des Manierismus erbaut.

## Geschichte

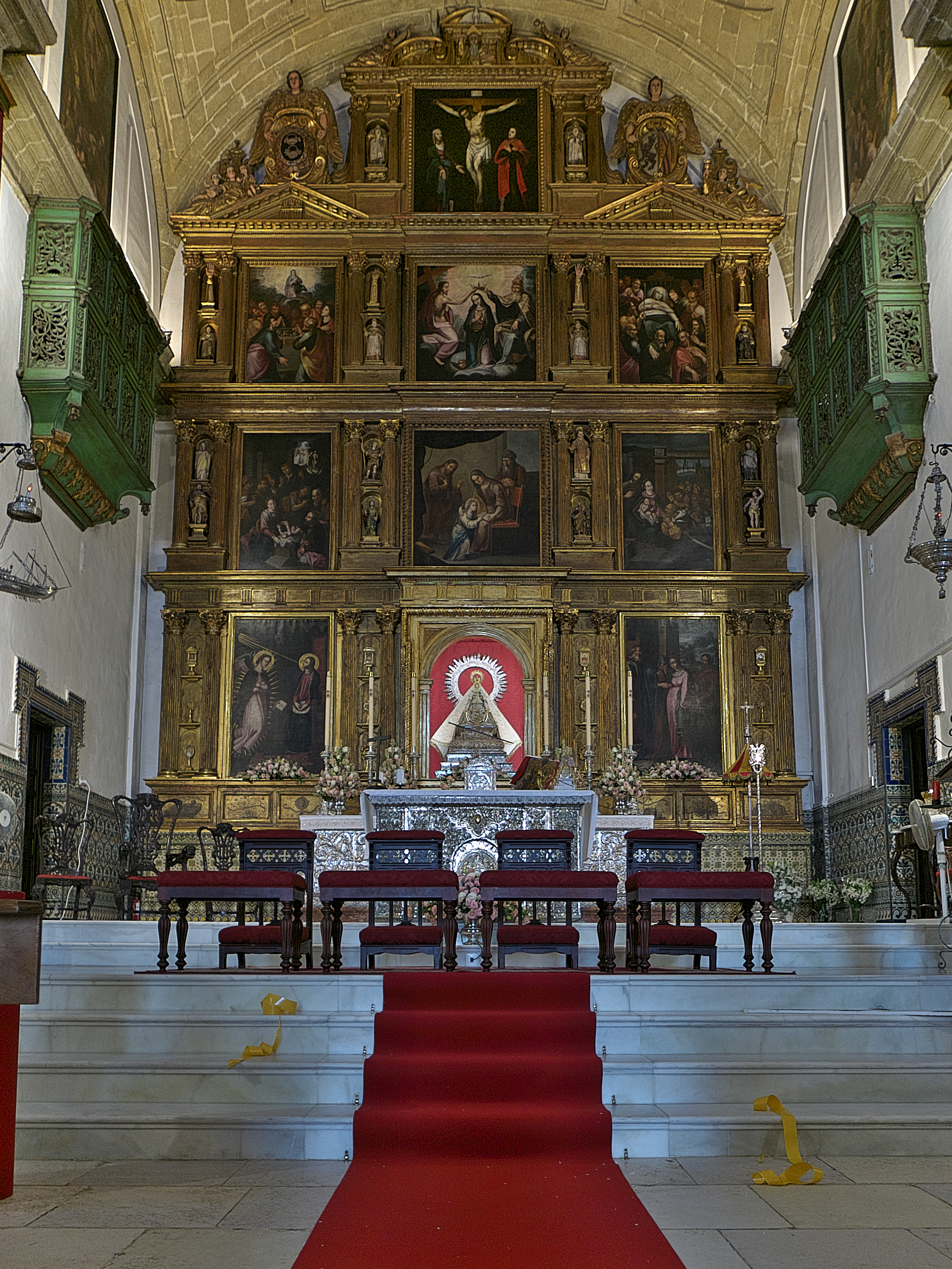
Innenraum

Der Baumeister des Hauses Medina-Sidonia, der Architekt Alonso de Vandelvira, erbaute die Kirche zwischen 1609 und 1613 im manieristischen Stil. Seine Mäzene waren Alonso Pérez de Guzmán, 7. Herzog von Medina-Sidonia, und seine Frau Ana de Silva y Mendoza, deren sterbliche Überreste hier ruhen. Das Heiligtum war eine Stiftung, die zum herzoglichen Haushalt gehörte und von zehn bis zwölf Kaplänen geleitet wurde, die direkt vom Herzog ernannt wurden. Neben der Kirche gab es auch ein Frauenkrankenhaus, eine Schule für Waisenmädchen und eine weitere für Jungen.

## Architektur
Das vorherrschende Baumaterial sind Ziegel; nur die Portale, der Glockenturm, das Dach und die Fensterrahmen sind aus Stein. Die Kirche hat den Grundriss eines lateinischen Kreuzes mit einem einzigen Kirchenschiff, von dem sich Kapellen öffnen. Das Querschiff wird von einer fast flachen Kuppel ohne Tambour bedeckt, die von einer Laterne gekrönt wird. Das Äußere dieser Kirche ist recht nüchtern, nur der Turm und die beiden Portale stechen hervor. Das Mauerwerk besteht aus weiß gekalkten Ziegeln und Steinen, wobei dieses Material für die Türöffnungen, Gesimse und Brüstungen verwendet wird.
Das Hauptportal am Fuße der Kirche besteht aus einem Rundbogen, auf dessen beiden Seiten sich Nischen mit enthaupteten Skulpturen ohne Hände befinden, die im ersten Abschnitt zwischen angefügten ionischen Säulen und im zweiten Abschnitt zwischen korinthischen Pilastern angeordnet sind und die Heiligen Ildefonso, Dominikus, Johannes den Täufer und Johannes den Evangelisten darstellen. Der zweite Abschnitt zeigt ein Relief der hl. Anna und der Jungfrau Maria von Andrés de Castillejo.
Das Seitenportal auf der Evangelienseite, das sich hinter der Wand und dem Gitter des Rundgangs befindet, ist schlichter und besteht aus einer Öffnung mit Türsturz. Dieses Portal besteht aus zwei Teilen, von denen der untere mit einem breiten Gebälk versehen ist, über dem sich ein geschwungener, geteilter Giebel befindet und von dem eine hohe, sehr flache Nische ausgeht, die sich an der Wand zwischen Fialen erhebt und mit einem geraden Giebel abgeschlossen wird.
Der aufgesetzte steinerne Turm besteht aus zwei Etagen. Die erste hat eine quadratische Basis mit einer Öffnung an jeder Front, die zweite ist achteckig, blind und wird von einer Haube abgeschlossen. Die Gestaltung des Turms basiert auf aufgesetzten Pilastern.

## Ausstattung

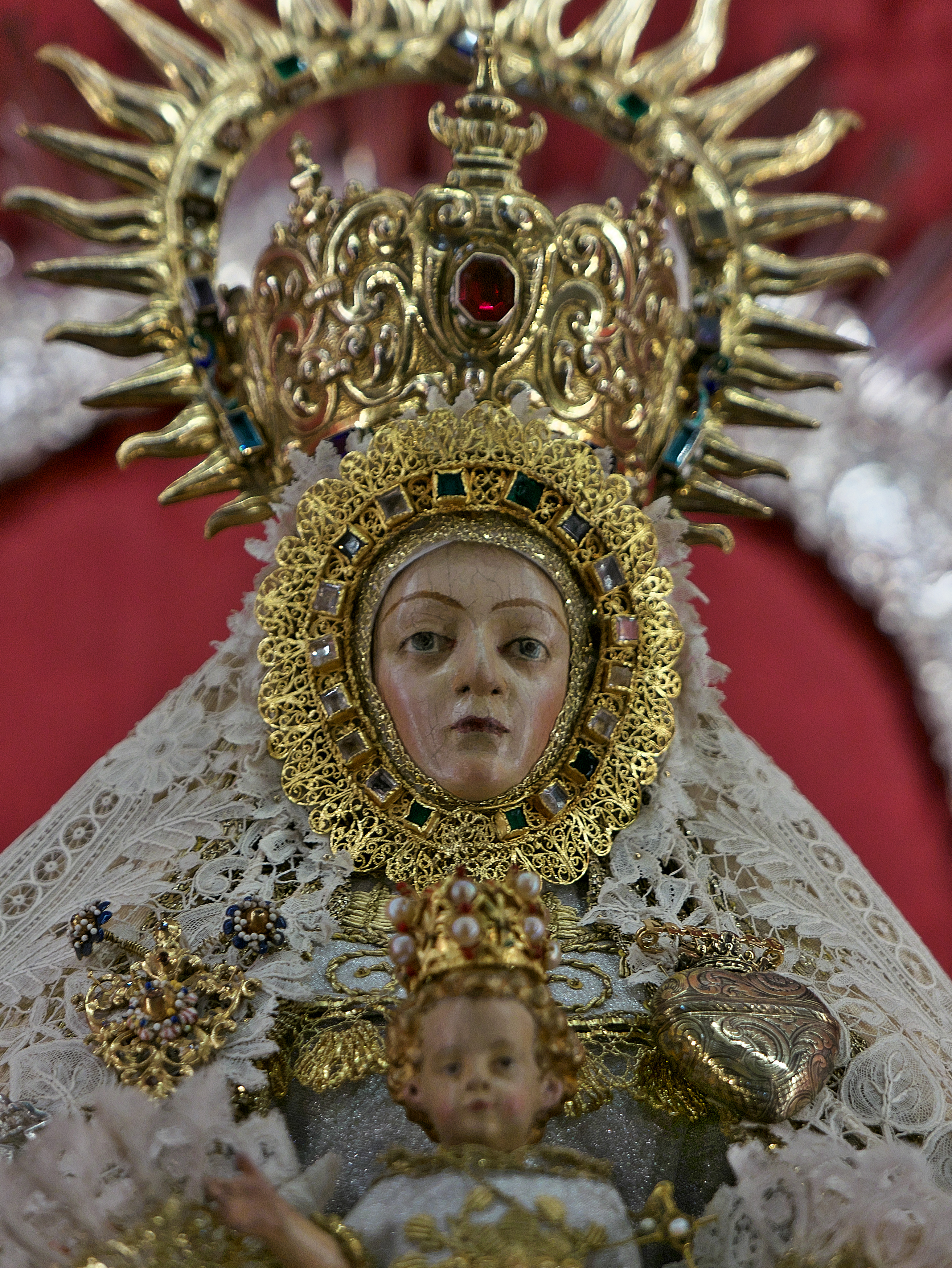
Nuestra Señora de la Caridad

Im Inneren der Kirche befindet sich der Altaraufsatz des Hochaltars aus dem Jahr 1612, der von Alonso de Vandelvira entworfen und von Martín Christián und Hernando de Moya ausgeführt wurde. Sie besteht aus drei Abschnitten, drei Schiffen, die durch Doppelsäulen voneinander getrennt sind, und einem Dachgeschoss, das mit Gemälden von Francisco Juanete, die auf das Leben der Jungfrau und Reliquienschreine anspielen, verziert ist. Das ikonografische Programm wird in den verschiedenen Altären und an den Wänden durch verschiedene Gemälde vervollständigt, wie z. B. den Baum des Jesse, der mit dem Stammbaum der Guzmans verglichen wird, die Auferstehung Christi und andere. Die Kirche beherbergt seit jeher auch eine bedeutende Sammlung von Reliquien sowie Gold- und Silberschmiedearbeiten, die vom Haus Medina-Sidonia gestiftet wurden, darunter die Reliquienschreine des Gefolges der Heiligen Ursula und der Elftausend Jungfrauen, büstenförmige Skulpturen, die um 1520–1530 in Flandern hergestellt und von Kaiser Karl V. gestiftet wurden.
Unter den Stücken, die zwischen dem 17. und 20. Jahrhundert hergestellt wurden, sind der Schrein, in dem die Virgen de la Caridad am 15. August in einer Prozession getragen wird, der Altar, das Frontal, der Tabernakel und die sechs silbernen Leuchter des Hauptaltars besonders hervorzuheben. Wichtig ist auch das Ensemble bestehend aus einem Prozessionskreuz und Kerzenständern aus demselben Metall.